# بوم‌شناسی کاربردی

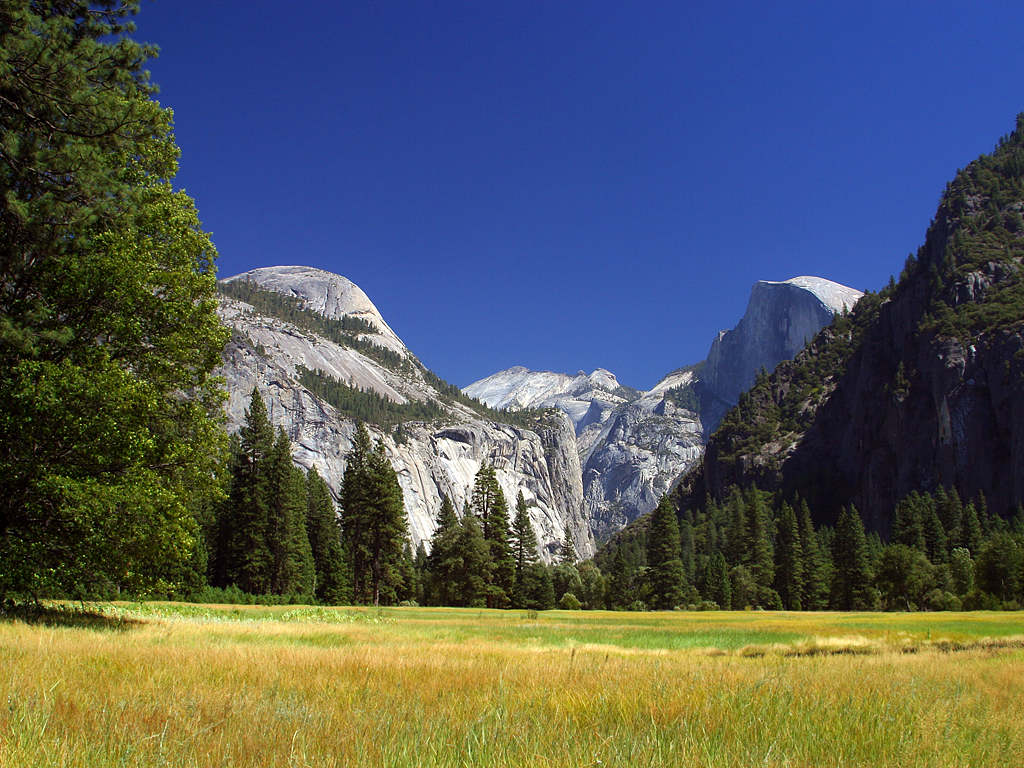
پارک ملی یوسمیتی در ایالات متحده

بوم‌شناسی کاربردی یا اکولوژی کاربردی (به انگلیسی: Applied ecology)، زیرشاخه‌ای در بوم‌شناسی است که کاربرد علم بوم‌شناسی را در مسائل دنیای واقعی (معمولاً مدیریت) در نظر می‌گیرد. همچنین به عنوان یک زمینه علمی توصیف می‌شود که بر کاربرد مفاهیم، نظریه‌ها، مدل‌ها یا روش‌های بوم‌شناسی بنیادی برای مشکلات زیست‌محیطی تمرکز دارد.

## کاربردها
جنبه‌های بوم‌شناسی کاربردی عبارتند از:
- مدیریت بوم‌شناسی کشاورزی
- حفاظت تنوع زیستی
- زیست‌فناوری
- زیست‌شناسی حفاظت
- مدیریت آشفتگی
- بازسازی بوم‌سازگان
- مهندسی محیط زیست
- فناوری زیست‌محیطی
- مدیریت زیستگاه
- مدیریت گونه‌های مهاجم
- کاربری چشم‌انداز (از جمله برنامه‌ریزی توسعه)
- مدیریت مناطق حفاظت‌شده
- مدیریت مرتع
- بوم‌شناسی بازسازی
- مدیریت حیات وحش (از جمله شکار)

## مجله‌های علمی
مجله‌های مهم در این زمینه عبارتند از:
- مجله بوم‌شناسی کاربردی
- کاربردهای زیست‌محیطی
- بوم‌شناسی کاربردی و تحقیقات محیطی
- فصلنامه بوم‌شناسی کاربردی (دانشگاه صنعتی اصفهان)[۵]

## سازمان‌ها
سازمان‌های مرتبط عبارتند از:
- انجمن بوم‌شناسی آمریکا (آمریکا)
- انجمن بازسازی محیط زیست (جهانی)
- مؤسسه بوم‌شناسی کاربردی (ایالات متحده آمریکا)
- مؤسسه بوم‌شناسی کاربردی قزاقستان
- Öko-Institut (مؤسسه بوم‌شناسی کاربردی) (در آلمان)